# ويليام دبليو. هنري
ويليام دبليو. هنري (بالإنجليزية: William W. Henry)‏ هو ضابط أمريكي، ولد في 21 نوفمبر 1831 في واتربوري في الولايات المتحدة، وتوفي في 31 أغسطس 1915 في برلينغتون في الولايات المتحدة.